# Jakob IV. Balthasar
Jakob IV. Balthasar (* 10. Juli 1618 in Anklam; † 21. November 1691 in Greifswald) war Diakon an der Greifswalder Marienkirche.

## Leben
Jakob IV. Balthasar war der Sohn des Anklamer Pastors Jakob Balthasar (1594–1670) und der Gertrud Burmeister (1598–1663).
Der spätere Superintendent Augustinus Balthasar war sein Bruder.
Jacob Balthasar studierte in Greifswald, Königsberg und Rostock, wurde 1643 Magister der Stadtschule zu Anklam, wo er zwei Jahre später zum Konrektor aufrückte.
1656 war er Diakon an der Greifswalder Marienkirche.
Er war viermal (unter anderem mit Ilsabe Engelbrecht, der Tochter eines Greifswalder Ratsherren) verheiratet und hatte insgesamt 12 Kinder.